# Ivan Kováč
Ivan Kováč (* 25. Dezember 1948 in Zemianske Kostoľany, Tschechoslowakei; † 11. Februar 2023) war ein slowakischer Leichtathlet, der sich auf den Mittelstreckenlauf spezialisiert und für die Tschechoslowakei an den Start ging. Bis heute ist er Inhaber des slowakischen Landesrekordes im 1500-Meter-Lauf und gewann 1973 eine Silbermedaille bei den Halleneuropameisterschaften in Rotterdam.

## Sportliche Laufbahn
Erste internationale Erfahrungen sammelte Ivan Kováč vermutlich im Jahr 1970, als er bei den Halleneuropameisterschaften in Wien mit 3:52,9 min in der Vorrunde im 1500-Meter-Lauf ausschied. Im Jahr darauf verpasste er bei den Halleneuropameisterschaften in Sofia mit 3:48,9 min den Finaleinzug, wie auch bei den Halleneuropameisterschaften 1973 in Rotterdam mit 3:44,58 min. Zudem gewann er dort mit der tschechoslowakischen 4-mal-720-Meter-Staffel in 6:21,60 min gemeinsam mit Jozef Samborský, Jozef Plachý und Ján Šišovský die Silbermedaille hinter dem Team aus der Bundesrepublik Deutschland. Im Sommer belegte er bei der Sommer-Universiade in Moskau in 3:45,4 min den zehnten Platz über 1500 Meter. Im Jahr darauf schied er bei den Europameisterschaften in Rom mit 3:44,7 min in der ersten Runde aus und trat daraufhin nicht mehr international in Erscheinung.
In den Jahren 1972 und 1974 wurde Kováč tschechoslowakischer Meister im 1500-Meter-Lauf.

## Persönliche Bestzeiten
- 1500 Meter: 3:39,4 min, 30. Mai 1974 in Bratislava (slowakischer Rekord)
  - 1500 Meter (Halle): 3:44,58 s, 10. März 1973 in Rotterdam
  - Meile (Halle): 4:03,2 min, 3. Februar 1973 in Berlin (slowakischer Rekord)